# Interpretatio germanica
Interpretatio germanica es la práctica de los antiguos pueblos germánicos de identificar dioses romanos con deidades germánicas. De acuerdo con Rudolf Simek, filólogo de la Universidad de Bonn, esto ocurrió en el siglo I d. C., cuando ambas culturas entraron en contacto.

## Días de la semana
Evidencia de la interpretatio germanica existe en las traducciones germánicas de los nombres de los días de la semana romanos, que estaban dedicados a dioses romanos:
- Domingo, en latín diēs Sōlis (día del sol), fue traducido al protogermánico occidental como *Sunnōn dag (inglés: Sunday, neerlandés: zondag, alemán: Sonntag), derivado de *sunnā (sol).[1][2]
- Lunes, en latín diēs Lūnae (día de la luna), fue traducido como *Mānini dag (inglés: Monday, neerlandés: maandag, alemán: Montag), derivado de *mānō (luna).[3]
- Martes, en latín diēs Mārtis (día de Marte), fue traducido como *Tīwas dag (inglés: Tuesday, alemán arcaico: Ziestag), derivado de *Tīw (Tyr).  El neerlandés dinsdag y alemán Dienstag pueden derivar de otro dios germánico, Thingsus (traducción latina), o puede que sea otro nombre para *Tīw.
- Miércoles, en latín diēs Mercuriī (día de Mercurio), fue traducido como *Wōdanas dag (en inglés: Wednesday, neerlandés: woensdag, alemán arcaico: Wodenstag), derivado de *Wōdan (Odín).[4]
- Jueves, en latín diēs Iovis (día de Júpiter), fue traducido como *Þunras dag (inglés: Thursday, neerlandés: donderdag, alemán: Donnerstag), derivado de *þunr (Thor).[5]
- Viernes, en latín diēs Veneris (día de Venus), fue traducido como *Frījā dag (inglés: Friday, neerlandés: vrijdag, alemán: Freitag), derivado de *Frīju (Frigg).
- Sábado, en latín diēs Saturnī (día de Saturno), fue tomado por los pueblos germánicos como *Sāturnas dag (inglés: Saturday, neerlandés: zaterdag). Otras lenguas germánicas occidentales se referían a este día como Sabbat (alemán: Samstag), como también lo hicieron las lenguas romances (de donde viene el español sábado).